# Belette d'Europe
Mustela nivalis
« Belette » redirige ici.  Pour les articles homonymes, voir Belette (homonymie). Pour le genre rassemblant toutes les belettes vraies, voir Mustela.
Espèce
Répartition géographique
Statut de conservation UICN

 LC  : Préoccupation mineure
Statut CITES
La Belette d'Europe (Mustela nivalis), aussi connue sous les noms de Belette pygmée, Petite belette, ou tout simplement Belette, est le plus petit mammifère de la famille des mustélidés et constitue également le plus petit carnivore d'Europe avec une taille d'environ vingt centimètres pour moins d'une centaine de grammes seulement.
La belette peut facilement être confondue avec une hermine. Celle-ci est cependant plus grosse et la limite des couleurs sur les flancs est moins nette et plus irrégulière chez la belette que chez l’hermine. Contrairement à l'hermine (en Europe occidentale), la belette garde son pelage brun en hiver. Elle possède aussi systématiquement une tache brune dans le pelage blanc sous la joue,.

## Étymologie
Son nom de petite belle se retrouve sous des formes voisines (petite femme, petite fiancée, etc.) dans bon nombre de langues : donnola en italien, donicela en galicien, doninha en portugais (les trois signifiant « petite femme »), comadreja en espagnol (« petite marraine »), kaerell (dérivé de kaer, « beau ») en breton, Schöntierlein, (belle petite bête) dans certaines régions d’Allemagne. « Belette » s’emploie aussi en français pour désigner affectueusement une jeune fille ou une femme charmante. En grec moderne, « belette » se dit « νυφίτσα / nifítsa », qui est une évolution de « νυμφίτσα / nimfítsa », hypocoristique de « νύμφη / nímfi », la nymphe, et zyrda en Afrique du Nord[réf. souhaitée].

## Description

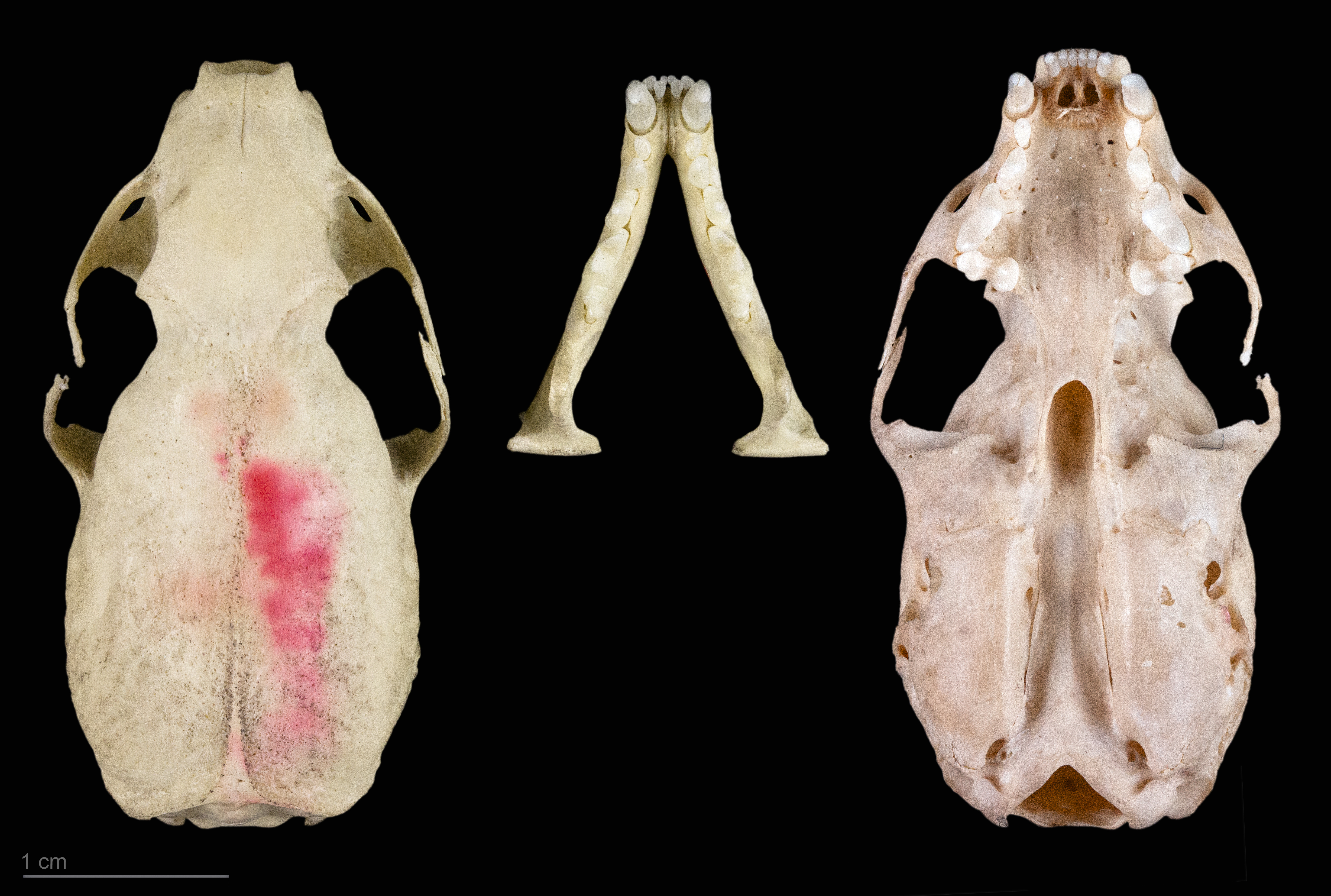
Crâne de Belette d'Europe - MHNT

Les mensurations et la couleur de la robe de la belette varient fortement d'une région à l'autre. Typiquement, la belette mesure de 17 à 27 cm (le mâle étant plus grand que la femelle). La femelle pèse environ 65-90 grammes, contre 90-125 grammes pour le mâle. La belette a un long corps fin, qui lui permet de se faufiler dans un trou pas plus gros qu'une pièce de 2 euros (25,75 mm de diamètre). Son pelage est brun sur le dos et blanc sur les parties inférieures. À l'inverse de l'hermine, sa queue est courte, ne comporte pas d'extrémité noire. Les populations d'Europe occidentale ne deviennent pas blanches en hiver, contrairement à l'hermine.

## Aire de répartition
La belette possède une aire de répartition plus centrée sur l'hémisphère nord du globe : Elle est présente naturellement en Eurasie (de la côte de l'océan Atlantique jusqu'à l'Himalaya), en Afrique du Nord et en Amérique du Nord. Sa répartition originelle à l'échelle européenne couvre tout le continent, à l'exception de l'Irlande, ainsi que sur toutes les grandes îles de la région méditerranéenne. Elle est également présente au Japon à l'extrême nord de l'île d'Honshū et l'ensemble de l'île d'Hokkaidō, ainsi que sur les îles russes de Kounachir, d'Itouroup et de Sakhaline.
Elle a été introduite en Nouvelle-Zélande, mais également sur un ensemble d'îles européennes où elle était originellement absente : À Malte, en Crète, aux Açores et également au large de l'Afrique de l'Ouest à São Tomé.
Des restes fossilisés de ces petits mustélidés ont été découverts dans la grotte de Denisova en Russie.

La belette préfère les zones ouvertes telles que les prairies ou les surfaces agricoles, mais elle affectionne également les zones boisées ou rocailleuses où elle peut aisément se cacher. Il lui arrive parfois de venir s'installer près des habitations humaines comme les parcs ou les jardins. Elle peut vivre en zones montagneuses jusqu'à environ 3 000 m d'altitude
.

## Biologie
La belette a une espérance de vie de trois ans.

### Alimentation
La belette consomme principalement de petits rongeurs (campagnols, mulots). Elle complète ce régime par de petits serpents, des oiseaux, des œufs, et plus rarement, des batraciens. Son physique est idéalement adapté pour poursuivre les rongeurs jusque dans leurs terriers et galeries. Ses courtes pattes, son corps svelte et sa tête étroite lui permettent de se glisser dans les crevasses et fissures les plus étroites interdisant tout refuge à ses proies. Celles-ci sont tuées d'une morsure dans la région occipitale qui disloque les vertèbres cervicales. La belette peut tuer des proies bien plus grosses qu'elle, par strangulation et perte sanguine, conduisant à un arrêt cardiaque. En période d'abondance, il est fréquent que la belette ne consomme qu'une partie des proies tuées.

### Mode de vie
À la fois diurne et nocturne, la belette mène un style de vie frénétique. En effet, en raison de sa petite taille, ses réserves énergétiques sont très limitées, et elle doit donc se nourrir et chasser régulièrement pour rester en vie (sa digestion s'effectue en trois heures). La belette doit ainsi consommer chaque jour l'équivalent d'un tiers de son poids pour survivre, et ne peut rester plusieurs heures sans manger.

### Reproduction
La gestation dure cinq semaines (35 jours), les dernières portées naissant en septembre. À la naissance, les petits pèsent entre 1 et 3 grammes. Si la nourriture est abondante, la femelle peut mettre bas deux portées de quatre à neuf jeunes chacune. Le mâle n'intervient pas dans l'éducation des petits. Cette tâche incombe à la femelle, la soumettant à rude épreuve : elle doit en effet mener à bien sa gestation, produire du lait en quantité suffisante, garder ses petits au chaud et se nourrir elle-même.
Sa réussite tient donc principalement aux effectifs de campagnols ; ce qui peut entraîner d'importantes variations dans la population des belettes.
Les petits naissent nus, aveugles et sourds. Totalement dépendants de leur mère, leurs yeux ne s'ouvrent qu'au bout de 4 semaines. Sevrés dès l'âge de huit semaines, ils peuvent tuer leurs proies et ils quittent le nid entre neuf et douze semaines.

## Dangers
Les principaux dangers qui menacent la belette sont les activités humaines, la disparition de son habitat, le manque de nourriture, les parasites (notamment l’ascaris), l'empoisonnement (notamment par les pesticides qui ciblent ses proies) et ses prédateurs (renard, chat, chien, loup, chouette, rapaces ou serpents). En Suisse, cette espèce paraît avoir fortement régressé dans les zones de plaine intensément cultivées.
En France, la belette est une espèce classée "susceptible d'occasionner des dégâts".

## Populations
Selon l'UICN, la belette est classée Préoccupation mineure (LR/Lc LOWER RISK/Least Concern). Elle a été introduite en Nouvelle-Zélande où elle est considérée comme invasive.

## La belette dans la culture

### Folklore et Mythologie

#### Culture européenne

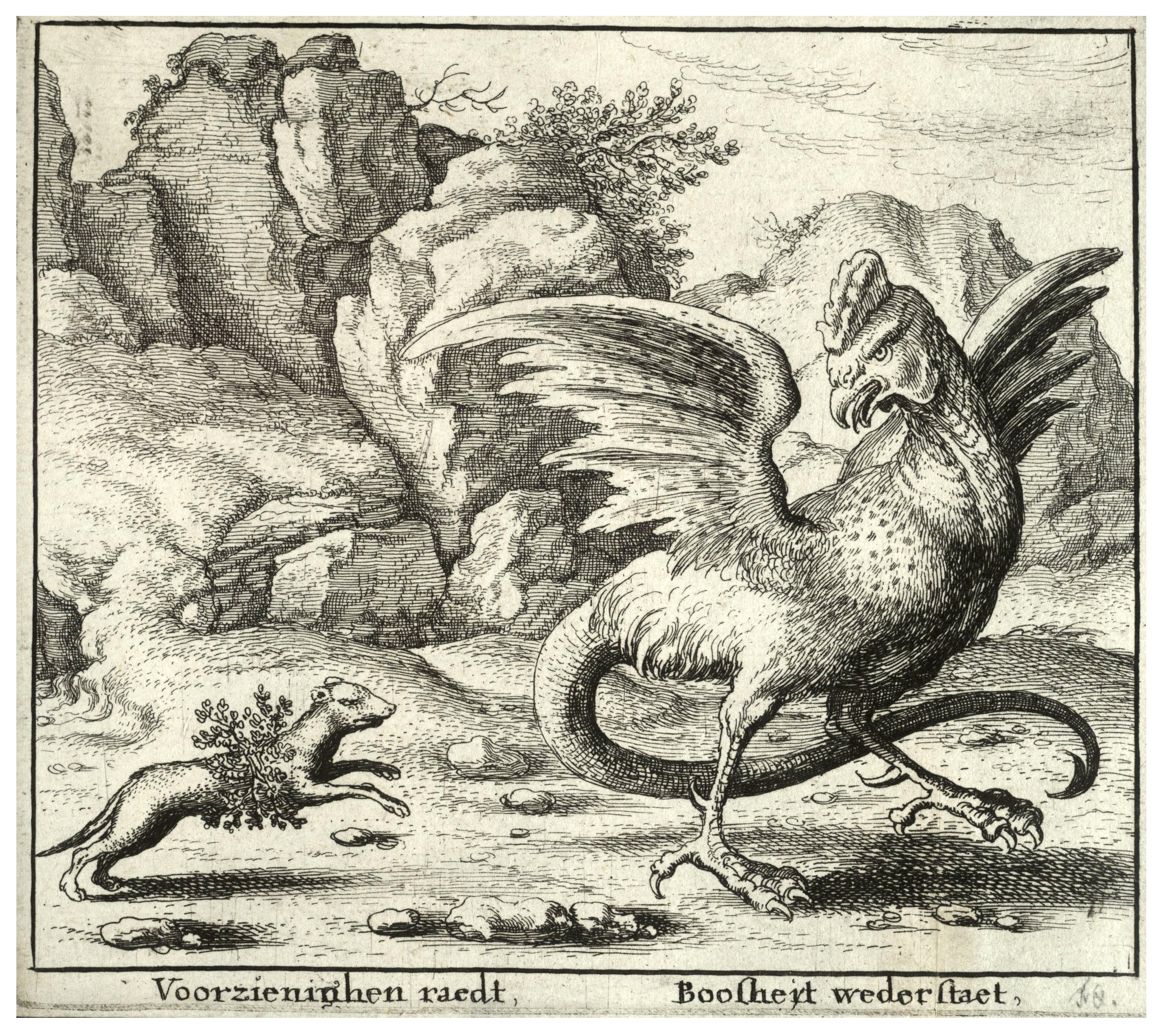
Gravure du XVIIe siècle représentant une belette affrontant un basilic.

Les Macédoniens des périodes anciennes  considéraient qu'apercevoir une belette était un bon présage. Dans certains régions de Macédoine, les femmes souffrant de migraines après s’être lavé la tête avec de l’eau tirée pendant la nuit supposaient qu’une belette avait utilisé l’eau comme miroir. Toutefois, elles évitaient de mentionner le nom de l’animal, par peur qu’il ne détruise leurs vêtements[réf. nécessaire]
De même, une superstition populaire dans le sud de la Grèce racontait que la belette aurait été autrefois une mariée jalouse et aigrie transformée en un animal, qui détruirait les robes de mariage des autres mariées.
Selon Pline l'Ancien, la belette était le seul animal capable de tuer le basilic :  
Ce monstre redoutable ne peut être tué que par l’effluve de la belette, une chose qui a été tentée avec succès. Les rois ont souvent désiré voir son corps lorsqu’il était tué ; ainsi, la nature a voulu que rien ne soit sans antidote. L’animal est jeté dans le trou du basilic, que l’on reconnaît facilement au sol contaminé autour de celui-ci. La belette détruit le basilic de son odeur, mais meurt dans cette lutte entre la nature et elle-même.

#### Au Japon
Dans les régions situées à l’Est du Japon, du Tōhoku et de Shinshū, la belette était désignée sous le nom de Īzuna (飯綱 ; いづな  « corde de riz »), était associé à une petite créature spirituelle apparentées aux esprits-renards (Bake-kitsune) ou bien issues de la possession que ces derniers exercaient sur les hommes, désignées sous le nom de kuda-kitsune (管狐 ; « renard-pipe »), pour leur capacité à se faufiler dans un tube de bambou étroit. Ces créatures étaient généralement utilisée en tant que familier par des familles pratiquant l’art de la divination, et permettait de s’approprier les pouvoirs d’un esprit-renard pour s’accorder chance et prospérité ou bien semer le malheur chez ses ennemis. Le nom īzuna (イイズナ) désigne aujourd'hui le petit mustélidé.

#### Culture ojibwée et inuite
Les Ojibwés croyaient que la belette était capable de tuer le redoutable wendigo en s’introduisant dans son anus.
Dans la mythologie inuite, la belette est associée à une grande sagesse et un grand courage. Chaque fois qu’un héros Inuit mythologique souhaitait accomplir une tâche valeureuse, il se transformait généralement en cet animal.